# Warching
Warching is een plaats in de Duitse gemeente Monheim, deelstaat Beieren, en telt 150 inwoners (2006).